# Бараньяйн
Бараньяйн (баск. Barañain (офіційна назва), ісп. Barañáin) — муніципалітет в Іспанії, у складі автономної спільноти Наварра. Населення — 22 110 осіб (2009).
Муніципалітет розташований на відстані близько 310 км на північний схід від Мадрида, 3 км на південний захід від Памплони.

## Демографія
Динаміка населення (INE ):

## Галерея зображень

Розташування муніципалітету